# Santa Pola
Santa Pola è un comune spagnolo situato nella comunità autonoma Valenciana. Piccolo centro balneare, tranquillo, e meta soprattutto di pensionati britannici e tedeschi.

## Amministrazione

### Gemellaggi
- Mazara del Vallo